# هنري دوايت سيدغويك
هنري دوايت سيدغويك (بالإنجليزية: Henry Dwight Sedgwick)‏ هو كاتب سير ومحامي وكاتب أمريكي، ولد في 24 سبتمبر 1861 في Stockbridge, Massachusetts ‏ في الولايات المتحدة، وتوفي في 5 يناير 1957 في بيتسفيلد في الولايات المتحدة.